# Аргентина на летних Олимпийских играх 1952
Аргентина принимала участие в летних Олимпийских играх 1952 года в Хельсинки (Финляндия) в девятый раз за свою историю, и завоевала одну золотую, две серебряных и две бронзовых медали.

## 01!Золото
- Гребля, мужчины — Транкильо Капоззо и Эдуардо Герреро.

## 02!Серебро
- Лёгкая атлетика, мужчины, марафон — Рейнальдо Горно.
- Бокс, мужчины — Антонио Паченца.

## 03!Бронза
- Бокс, мужчины — Эладио Эррера.
- Тяжёлая атлетика, мужчины — Умберто Сельветти.

## Результаты соревнований

### Академическая гребля
Соревнования в академической гребле на Играх 1952 года проходили с 20 по 23 июля. В следующий раунд из каждого заезда проходили несколько лучших экипажей (в зависимости от дисциплины). Впервые с 1928 года для проигравших в полуфинале спортсменов был введён ещё один отборочный заезд. В финал A выходили 5 сильнейших экипажей.
Мужчины
| Соревнование | Спортсмены                     | Предварительный заезд | Предварительный заезд | Предварительный заезд | 1-й отборочный заезд | 1-й отборочный заезд | 1-й отборочный заезд | Полуфинал | Полуфинал | Полуфинал | 2-й отборочный заезд | 2-й отборочный заезд | 2-й отборочный заезд | Финал                 | Финал                 |
| Соревнование | Спортсмены                     | Заезд                 | Время                 | Место                 | Заезд                | Время                | Место                | Заезд     | Время     | Место     | Заезд                | Время                | Место                | Время                 | Место                 |
| ------------ | ------------------------------ | --------------------- | --------------------- | --------------------- | -------------------- | -------------------- | -------------------- | --------- | --------- | --------- | -------------------- | -------------------- | -------------------- | --------------------- | --------------------- |
| двойки       | Альберто Мадеро Оскар Альмирон | 3                     | 8:02,2                | 2 Q                   | не участвовали       | не участвовали       | не участвовали       | 1         | 7:59,8    | 4         | 2                    | 7:41,0               | 2                    | завершили выступление | завершили выступление |

### Лёгкая атлетика
Мужчины
Беговые дисциплины
| Дисциплина        | Спортсмен      | Предварительный раунд | Предварительный раунд | Предварительный раунд | Четвертьфиналы       | Четвертьфиналы       | Четвертьфиналы       | Полуфиналы           | Полуфиналы           | Полуфиналы           | Финал                | Финал                |
| Дисциплина        | Спортсмен      | Забег                 | Время                 | Место                 | Забег                | Время                | Место                | Забег                | Время                | Место                | Время                | Место                |
| ----------------- | -------------- | --------------------- | --------------------- | --------------------- | -------------------- | -------------------- | -------------------- | -------------------- | -------------------- | -------------------- | -------------------- | -------------------- |
| бег на 100 метров | Ромео Галан    | 4                     | 11,0                  | 2 Q                   | 3                    | 10,9                 | 5                    | Завершил выступление | Завершил выступление | Завершил выступление | Завершил выступление | Завершил выступление |
| бег на 100 метров | Мариано Акоста | 7                     | 11,4                  | 6                     | Завершил выступление | Завершил выступление | Завершил выступление | Завершил выступление | Завершил выступление | Завершил выступление | Завершил выступление | Завершил выступление |
| бег на 100 метров | Энрике Беклес  | 9                     | DSQ                   | DSQ                   | Завершил выступление | Завершил выступление | Завершил выступление | Завершил выступление | Завершил выступление | Завершил выступление | Завершил выступление | Завершил выступление |